# Бри, Джонатан
Джо́натан О́уэн Бри (англ. Jonathan Owen Bree, Новая Зеландия) — новозеландский певец, автор песен и продюсер, наиболее известный как сольный исполнитель. Сооснователь инди-поп-группы The Brunettes (1998) и лейбла Lil’ Chief Records (2002). Часто сотрудничает с коллегами по лейблу в качестве звукоинженера и продюсера.

## Ранние годы
Джонатан Бри родился в Новой Зеландии в конце 1970-х годов. В возрасте девяти лет Джонатан стал слушать пластинки, доставшиеся ему от старших братьев.
В годы становления наиболее сильное влияние на Джонатана оказывал его старший двоюродный брат Марк Лайонс, фронтмен инди-поп-группы The Nudie Suits. Например, в десять лет Джонатан стал поклонником группы The Modern Lovers, с которой его познакомил именно Марк. Примерно в то же время Бри написал свою первую песню. Она была о девочке, в которую Джонатан был влюблён. «…Вряд ли это была моя лучшая работа…», – вспоминает музыкант.
По выходным, в доме бабушки и дедушки, братья вместе учились играть каверы на барабанах и гитаре. В 12 лет Джонатан впервые выступил вживую и поучаствовал в записи в качестве барабанщика в группе кузена The Plaster Saints. В 14 он решил научиться играть на гитаре, для чего своровал её из школьного кабинета музыки.
Некоторое время в подростковом возрасте жил в Австралии.

## Музыкальная карьера
The Brunettes были основаны в Окленде в 1998 году Джонатаном Бри и Хизер Мэнсфилд. Джонатан вспоминает: «Мой двоюродный брат записывал её группу, Йоко, и я подумал, что у неё отличный естественный голос, без глупой подачи. Тогда я искал девушку, которая могла бы спеть со мной в дуэте для песен, которые я написал, так что я взял у неё номер». Группа независимо выпустила свою первую пластинку Mars Loves Venus в 1998 году.
В 2002 году Бри основал Lil’ Chief Records вместе с приятелем, инди-поп-музыкантом Скоттом Мэннионом из The Tokey Tones. Парни встретились в 2002 году в магазине пластинок Marbecks в Окленде, где в то время работал Джонатан. Альбом группы The Brunettes Holding Hands, Feeding Ducks, выпущенный в 2002 году, стал дебютным релизом для лейбла.
Альбом получил восторженные отзывы от Allmusic, как и следующий релиз The Brunettes The Boyracer EP (2003). Оба альбома спродюсировал двадцатитрёхлетний Джонатан. Следующие два альбома на лейбле были выпущены The Tokey Tones одновременно в 2003 году, Бри стал гостем в некоторых треках.
Далее, он выпустил ещё несколько альбомов на Lil’ Chief с The Brunettes: второй альбом Mars Loves Venus был выпущен в июне 2004 года, за ним последовал When Ice Met Cream EP 2005 года. В 2004 году барабанщик Райан МакФан присоединился к группе. The Brunettes выступали на разогреве у The Shins на первом концерте тура по Северной Америке в 2005 году. Они также выступали на разогреве у Rilo Kiley, The Postal Service, Broken Social Scene, Clap Your Hands Say Yeah и Beirut, играли на фестивалях Big Day Out в 2006 году в Новой Зеландии и Австралии.
Следующий альбом The Brunettes Structure & Cosmetics был выпущен в 2007: в Новой Зеландии в июле и в августе в США на лейбле Sub Pop. В Великобритании рейтинг группы поднялся, когда их песня «BABY» («Brunettes Against Bubblegum Youth») была представлена во время британского турне в декабре 2007 года, а также после выхода клипа на «BABY». В 2008 году The Brunettes перепели песню The Cure «Lovesong» для сборника от American Laundromat Records Just Like Heaven – A Tribute to The Cure.
В 2009 году The Brunettes выпустили The Red Rollerskates EP, а вскоре и последний полноценный альбом Paper Dolls. В 2010 году их песня «Red Rollerskates» была включена в саундтрек к спортивной видеоигре NBA 2K11. А «BABY» была показана в полной версии рекламы «Холлиокс» в Великобритании.
После The Brunettes Джонатан, как сопродюсер, работал над альбомом Princess Chelsea Lil’ Golden Book. (До начала сольной карьеры Челси тоже некоторое время играла в The Brunettes.)
Одна из самых узнаваемых его работ по сей день – песня, исполненная вместе с Челси, «The Cigarette Duet». В 2011 пара сняла сопутствующий клип, который впоследствии стал вирусным и за следующие 10 лет достиг отметки в 68 миллионов просмотров на YouTube, а в 2020-х снова завирусился, но уже в TikTok.
В последующие годы Джонатан также работал над альбомами Princess Chelsea, The Great Cybernetic Depression (2015), Aftertouch (2016), The Loneliest Girl (2018). По её словам, Джонатан помогал написать многие барабанные и бас-гитарные партии. Его голос можно услышать в песнях «Too Many People», «We Are Strangers», «All the Stars».

### Сольная карьера
Первая сольная работа Джонатана Бри — альбом The Primrose Path был выпущен в 2013 году.
Следующий альбом A Little Night Music вышел в 2015 году, обозначив новый виток в творчестве Джонатана. Клип на «Weird Hardcore» стал первым, где был использован образ с маской. Когда дело дошло до первого живого выступления, Джонатан решил одеться как персонаж клипа и попросил участников группы сделать то же самое.
«…Такой чистый образ позволяет зрителю видеть то, что он хочет видеть. Я верю, что это помогает гораздо лучше сконцентрироваться на музыке, что довольно-таки желаемый результат», — рассказывает артист.
Большой прорыв в карьере произошел с выходом сингла «You’re So Cool» в 2018 году. Клип стал сенсацией на YouTube, привлекая зрителей странным стилем и образами в духе 1960-х годов. Лица музыкантов там тоже были скрыты масками и спандексом. Вскоре клип превысил отметку в 1 миллион просмотров, а к сентябрю 2021 набрал более 23 миллионов просмотров.
На этой волне Джонатан выпускает свой самый успешный альбом Sleepwalking, и ещё несколько клипов на песни «Valentine», «Roller Disco», «Boombox Serenade» и др. — все они объединены одной стилистикой, заданной «Weird Hardcore» в 2015 году.
Через 2 года, в 2020, выйдет новая пластинка After the Curtains Close и, позже, ещё несколько клипов. Сам Джонатан говорит, что процесс написания куплетов альбома стал для него катарсисом.
Каждое живое выступление группа играет в костюмах и масках. По словам артиста, у каждой песни есть своя хореография. Во время карантина 2021 года на YouTube стали выходить ролики Dance Like a Danseuse с демонстрацией движений. «…Таким образом любой желающий может изучить нашу хореографию в безопасности у себя дома», — рассказывает Джонатан.
В 2023 году Джонатан анонсировал новый альбом и выпустил несколько синглов и клипов, включая You Are The Man и Miss You. Альбом Pre-Code Hollywood был выпущен 14 апреля 2023. В мае того же года начался тур по городам Европы и Северной Америки.

## Дискография

### Альбомы The Brunettes
- 1998 — Mars Loves Venus EP
- 2002 — Holding Hands, Feeding Ducks
- 2003 — The Boyracer EP
- 2004 — Mars Loves Venus
- 2005 — When Ice Met Cream EP
- 2007 — Structure & Cosmetics
- 2009 — The Red Rollerskates EP
- 2009 — Paper Dolls
- 2011 — Mars Loves Venus (винил)

### Сборники
- 2009 — The Brunettes – «Lovesong» от The Cure на Just Like Heaven – A Tribute to The Cure
- 2016 — Jonathan Bree – «Last Night's Love» от The Reduction Agents[англ.] на Waiting for Your Love – A Tribute to The Reduction Agents

### Сольные альбомы
- 2013 — The Primrose Path
- 2015 — A Little Night Music
- 2018 — Sleepwalking
- 2020 — After the Curtains Close[10]
- 2023 – Pre-Code Hollywood

### Синглы
- 2020 — Mirage (feat.TRZTN)
- 2022 — You Are The Man (Redacted by Eogr Ekk)

### Сотрудничество
- 2011 — сопродюсер Princess Chelsea – Lil’ Golden Book
- 2015 — сопродюсер Princess Chelsea – Great Cybernetic Depression
- 2018 — сопродюсер Princess Chelsea – The Loneliest Girl